# Riserva naturale regionale orientata Palude del Conte e Duna Costiera - Porto Cesareo
La riserva naturale regionale orientata Palude del Conte e Duna Costiera - Porto Cesareo è un'area naturale protetta situata nel comune di Porto Cesareo, in provincia di Lecce, nel Salento. La riserva occupa una superficie è di 898 ettari, è in continuità ambientale con l'attigua area protetta "riserva naturale regionale orientata del Litorale Tarantino Orientale" e con l'area marina protetta di Porto Cesareo. La riserva orientata regionale comprende due siti di interesse comunitario (SIC): "Palude del Conte - Dune di Punta Prosciutto e Porto Cesareo.
Nel perimetro della riserva, rientra uno dei tratti di costa più belli della zona, quello di Punta Prosciutto e di Lido degli Angeli, caratterizzati da alte e lussureggianti dune secolari ricoperte di macchia mediterranea, quelle che nel comune di Porto Cesareo, si sono meglio conservate agli scempi edilizi della zona. Alle spalle delle dune, si trova una zona umida ai piedi dell'altura detta Serra degli Angeli (ultime propaggini delle Murge Tarantine), formata da vasti canneti, chiari d'acqua, canali, bacini detti Serricella e Fede e sorgenti. Una di queste alimenta il canale di Serra degli Angeli e si crea una complessa rete idrica con i due bacini e attraversa l'area del Bosco dell'Arneo. Inoltre diverse sorgenti subacquee sono dislocate sia alle scogliere di Punta Prosciutto sia nella zona di Torre Castiglione, qui doline di crollo hanno raggiunto la falda acquifera dando vita alle cosiddette spunnulate, circondate dalla macchia mediterranea. Non distante da esse, rientra nella riserva il bacino Fede.
Nel SIC Porto Cesareo rientra invece la penisola della Strea, il colle Belvedere e l'arcipelago di isolette, tra cui l'isola dei Conigli e quella della Chianca.